# Tibangara nephelina
Tibangara nephelina is een hooiwagen uit de familie Gonyleptidae.